# 上川西村
上川西村（かみかわにしむら）は、かつて新潟県古志郡にあった村。

## 沿革
- 1906年（明治39年）4月1日 - 古志郡川西村、四箇村が合併し、上川西村が発足。
- 1954年（昭和29年）2月1日 - 長岡市に編入され消滅。